# Stoliczkia khasiensis
Espèce
Stoliczkia khasiensis est une espèce de serpents de la famille des Xenodermatidae. 

## Répartition
Cette espèce est endémique de l'État d'Assam en Inde.

## Description
Dans sa description Jerdon indique que le spécimen en sa possession mesure 67 cm dont 20 cm pour la queue. Son dos est grisâtre et sa face ventrale blanche.

## Étymologie
Son nom d'espèce, composé de khasi et du suffixe latin -ensis, « qui vit dans, qui habite », lui a été donné en référence au lieu de sa découverte, les Khasi Hills au Meghalaya.

## Publication originale
- Jerdon, 1870 : Notes on Indian Herpetology. Proceedings of the Asiatic Society of Bengal, vol. 1870, p. 66-85 (texte intégral).